# Preactiniidae
Famille
Synonymes
- Preactiidae England in England & Robson, 1984[1]

Les Preactiniidae sont une famille d'anémones de mer.

## Systématique
Cette famille est parfois reprise sous le taxon Preactiidae que le WoRMS considère comme invalide.
Dans la description originale, toute la partie taxonomique est sous la responsabilité de Kenneth W. England (d)

## Liste des genres
Selon World Register of Marine Species (23 février 2019) :
- genre Dactylanthus Carlgren, 1911
- genre Preactis England, 1984

## Publication originale
- (en) K. W. England et E. A. Robson, « A new sea anemone from South Africa (Anthozoa, Ptychodactiaria) », Annals of the South African Museum, Le Cap, Inconnu, vol. 94,‎ décembre 1984, p. 305-329 (ISSN 0303-2515, OCLC 1647291, lire en ligne).